# Leo Cherniavsky

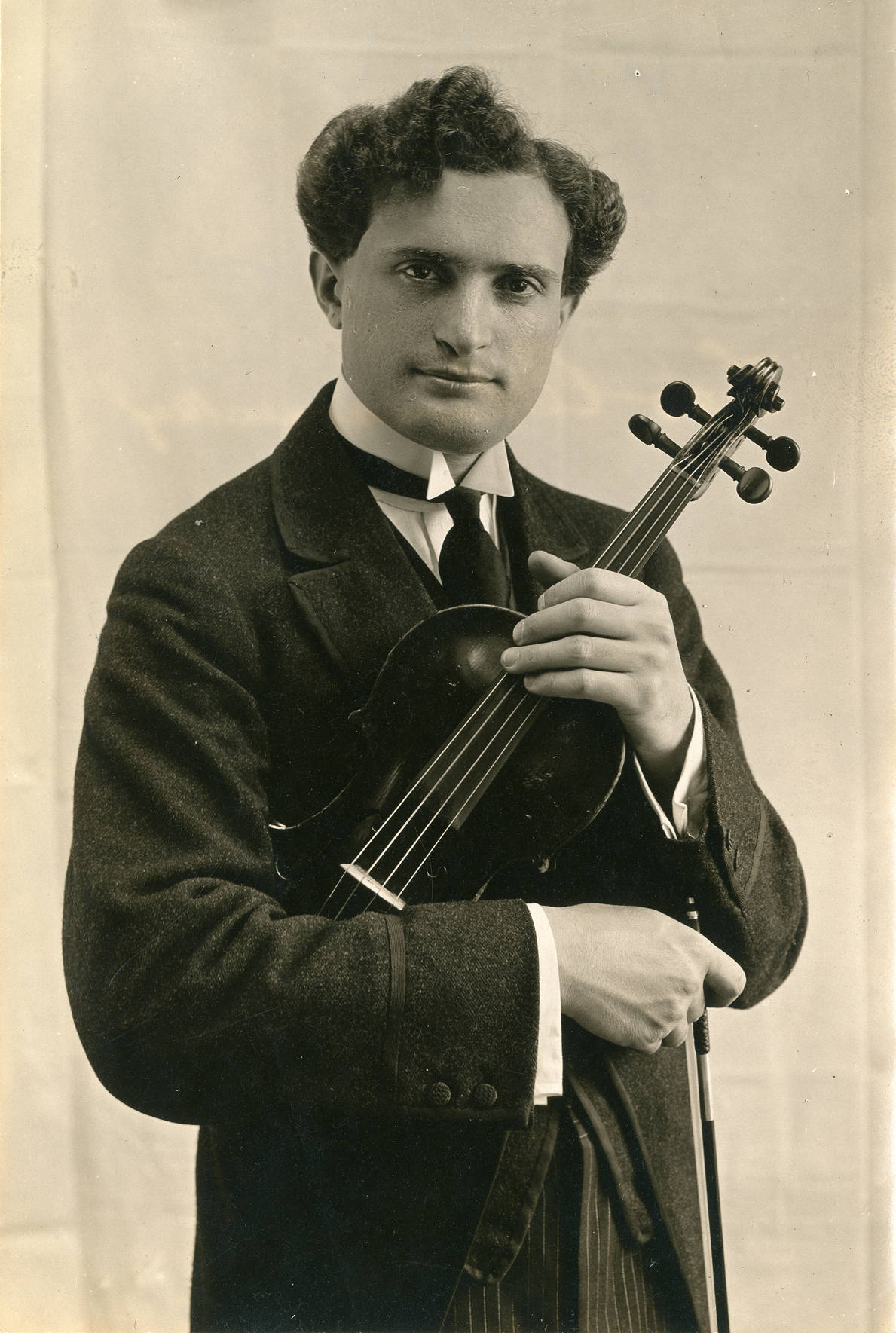
Leo Cherniavsky

Leo Cherniavsky (* 30. August 1890 in Odessa; † 18. September 1974 in Kapstadt) war ein kanadischer Violinist ukrainischer Herkunft.

## Leben
Cherniavsky stammte aus einer sehr musikalischen Familie. Zusammen mit seinen jüngeren Brüdern Jan und Mischel debütierte er bereits 1901 als Cherniavsky Trio.
In den Jahren 1901 bis 1906 absolvierte er eine überaus erfolgreiche Europa-Tournee. 1905 emigrierte seine Familie nach Österreich und ließ sich in Wien nieder.
1922 bekam er die kanadische Staatsbürgerschaft verliehen, lebte aber nur kurze Zeit in diesem Land. Nach dem Abschiedskonzert des Cherniavsky Trios in Salt Lake City 1934 ließ sich Cherniavsky in Australien nieder. Dort begann er eine Solokarriere und arbeitete auch viel für den Rundfunk.
1958 unternahm Cherniavsky zusammen mit seinen Brüdern als Trio nochmals eine Tournee durch Südafrika, konnte aber an die früheren Erfolge nicht mehr anknüpfen.
| Personendaten    | Personendaten                               |
| ---------------- | ------------------------------------------- |
| NAME             | Cherniavsky, Leo                            |
| KURZBESCHREIBUNG | kanadischer Violinist ukrainischer Herkunft |
| GEBURTSDATUM     | 30. August 1890                             |
| GEBURTSORT       | Odessa                                      |
| STERBEDATUM      | 18. September 1974                          |
| STERBEORT        | Kapstadt                                    |